# Maryam Mirzakhani
Maryam Mirzakhani (in persiano:  مریم میرزاخانی, AFI: [mæɾˈjæm miːɾzɑːxɑːˈniː]; Teheran, 12 maggio 1977 – Palo Alto, 15 luglio 2017) è stata una matematica iraniana.
Professoressa di matematica alla Stanford University dal 2008, ha dato importanti contributi in geometria iperbolica, teoria ergodica e geometria simplettica. Nel 2014 è stata la prima donna a vincere la Medaglia Fields, oltre che la prima persona di cittadinanza iraniana a ricevere tale riconoscimento.

## Biografia
Mirzakhani ha frequentato la scuola Farzanegan a Teheran, in Iran, un liceo femminile gestito dell'Organizzazione Nazionale per lo Sviluppo dei Talenti (SAMPAD in persiano) che - oltre a fornire il miglior insegnamento - incita e addestra alla competizione e alla partecipazione alle Olimpiadi di matematica e di scienze. In quegli anni ottiene subito un riconoscimento internazionale vincendo due medaglie d'oro alle Olimpiadi internazionali della matematica nel 1994 e 1995. Nel 1995 è stata la prima studentessa iraniana a concludere le olimpiadi con punteggio massimo (42 su 42).
In una breve autobiografia scrive: "Ho avuto un'infanzia felice. Attorno a me le donne venivano incoraggiate a essere indipendenti e a perseguire i propri interessi. Ricordo che guardavo programmi televisivi su donne ammirevoli e forti, come madame Curie e Helen Keller. Da bambina, però, sognavo di diventare una scrittrice, il mio passatempo preferito erano i romanzi. In seguito mi lasciai coinvolgere dalle competizioni matematiche, e via via mi sono interessata sempre di più alla materia. Anche i miei amici più cari si interessavano di matematica, e mi hanno stimolato e ispirato negli anni dell'università" (in Matematici. Una veduta esterna del mondo interiore, 2009, citato in Il genio delle donne di Piergiorgio Odifreddi, 2019, pp. 249–50).
Ottiene la laurea in matematica nel 1999 alla Università di Sharif di Teheran. Si sposta quindi a Harvard per il dottorato, che conclude nel 2004 avendo come relatore Curtis McMullen. Nel 2004 è research fellow al Clay Mathematics Institute e professoressa a Princeton.
La ricerca di Mirzakhani si svolge nell'ambito della geometria e si concentra soprattutto nello studio delle superfici di Riemann. Il suo primo importante contributo a quest'area è la scoperta di una formula che esprime il volume dello spazio dei moduli (con genere fissato) come una funzione polinomiale nel numero di componenti di bordo della superficie. Come conseguenza di questa costruzione, Mirzakhani ha fornito una nuova dimostrazione di una congettura di Edward Witten sui numeri di intersezione di alcune classi tautologiche sullo spazio dei moduli e una formula asintotica per la lunghezza di geodetiche semplici chiuse su una superficie iperbolica compatta.
Successivamente Mirzakhani si focalizza su aspetti dinamici dello spazio dei moduli; tra i suoi contributi c'è la dimostrazione che i terremoti di William Thurston generano un flusso ergodico. Mirzakhani ha ricevuto la medaglia Fields nel 2014 per "i suoi contributi eccezionali alla dinamica e alla geometria delle superfici di Riemann e dei loro spazi di moduli". Ingrid Daubechies, presidentessa dell’Unione matematica internazionale, ha spiegato che "Mirzakhani nel suo Paese è molto conosciuta ed è un modello per tutti gli studenti". Si tratta di un «grande onore», ha commentato Mirzakhani sul sito della facoltà dove insegna a Stanford, aggiungendo che «sarei felice se desse coraggio alle giovani scienziate e alle matematiche. Sono sicura che ci saranno altre donne che vinceranno questo tipo di premi nei prossimi anni».
Muore il 15 luglio 2017, a soli 40 anni, a causa di un cancro al seno al quarto stadio diagnosticatole nel 2013. Una settimana dopo all'Università di Teheran si tiene una sua commemorazione ufficiale; un anno dopo, su proposta iraniana, il Congresso Internazionale delle Donne Matematiche stabilisce che il 12 maggio, anniversario della sua nascita, sia festeggiato in tutto il mondo come Giorno delle Matematiche.

## Riconoscimenti
- Medaglia d'oro. Olimpiadi internazionali della matematica (Hong Kong 1994).
- Medaglia d'oro. Olimpiadi internazionali della matematica (Canada 1995).
- IPM Fellowship, Teheran, Iran, 1995-1999
- Borsa di studio per meriti alla Harvard University, 2003
- Junior Fellowship alla Harvard University, 2003
- Clay Mathematics Institute Research Fellow 2004[13]
- Premio Blumenthal 2009 ricevuto dall'Ams (American Mathematical Society)[14]
- Oratrice al Congresso Internazionale dei Matematici nel 2010 a Hyderabad, sul tema "Topologia e sistemi dinamici e ODE"[15]
- Premio Ruth Lyttle Satter in Matematica nel 2013 dall'AMS. "Presentato ogni due anni dalla American Mathematical Society, il Premio Satter riconosce un contributo eccezionale alla ricerca matematica ad una donna nei precedenti sei anni. Il premio è stato assegnato il 10 gennaio 2013, nell'ambito delle riunioni congiunte in Matematica svoltesi a San Diego."
- Nominata dalla rivista Nature "una delle dieci persone più influenti" del 2014.[16]
- Clay Research Award 2014[17]
- Oratrice al Congresso Internazionale dei Matematici (ICM 2014, Seoul)
- Medaglia Fields 2014[18][19]
- Eletta socia straniera all'Accademia Francese delle Scienze nel 2015[20]
- Eletta alla American Philosophical Society nel 2015.[21]
- Eletta alla National Academy of Sciences 2016[22]
- Eletta alla Accademia Americana delle Arti e delle Scienze nel 2017.[23]